# Movimiento Demócrata Popular del Sur de Etiopía
El Movimiento Demócrata Popular del Sur de Etiopía (MDPSE) fue un partido político de Etiopía. En las elecciones legislativas, del 15 de mayo de 2005, el partido se integró al extinto Frente Democrático Revolucionario del Pueblo Etíope, que ganó 327 de 527 escaños en el Cámara de Representantes Populares.
Originalmente conocido como el Frente Democrático de los Pueblos del Sur de Etiopía, el MDPSE fue fundado en 1992. Hailemariam Desalegn ha sido su presidente desde 2002, y líder del Frente Democrático Revolucionaro del Pueblo Etópe.
En las elecciones de la Asamblea Regional de agosto de 2005, el partido ganó 271 de los 348 escaños en las Naciones del Sur, las Nacionalidades y la Región Popular (SNNPR). El 13 de diciembre de 2007, el MDPSE anunció, que en el próximo ciclo electoral presentaría a 790,000 candidatos para las candidaturas para los cargos en los consejos de Woreda y Kebele, la administración de la ciudad y los representantes de la Cámara de Representantes Populares. En las elecciones parciales de 2008, el MDPSE ganó 10 escaños en la Asamblea Regional SNNPR, los 850 escaños para las elecciones en las 13 zonas del SNNPR, el control de 123 woredas y 20 ciudades.
El 1 de diciembre de 2019 se disolvió voluntariamente en favor de una nueva agrupación con el nombre de Partido de la Prosperidad.